# Hameur Hizem
Hameur Hizem (en árabe: عامر حيزم‎; Monastir, Protectorado francés de Túnez; 22 de septiembre de 1937-4 de septiembre de 2023) fue un futbolista y entrenador de fútbol tunecino que jugó en la posición de centrocampista.

## Carrera

### Jugador
Como futbolista jugó toda su carrera con el US Monastir de 1955 a 1965.

### Entrenador
| Periodo   | Club           |
| --------- | -------------- |
| 1967–1968 | US Monastir    |
| 1970–1974 | Túnez          |
| 1974–1975 | Club Africain  |
| 1976–1978 | US Monastir    |
| 1978–1980 | Stade Tunisien |
| 1978–1979 | Túnez          |
| 1980–1981 | Túnez          |
| 1982–1983 | Ohod Club      |
| 1984      | US Monastir    |
| 1993      | US Monastir    |

## Logros
- Copa Palestina de Naciones (1): 1973
- Copa de Campeones Magreb (2): 1974, 1975